# 대교로 (부산)
대교로는 부산광역시 영도구 봉래동3가 봉래 교차로와 중구 중앙동4가 세관삼거리를 잇는 부산광역시의 도로이다. 본래 태종로의 일부분이었으나 2007년 부산광역시도 노선 개편으로 부산대교를 포함한 구간이 분리되어 대교로가 되었다. 부산대교를 지나기 때문에 이를 상징하여 '대교로'라 명명되었다.

## 연혁
- 2009년 7월 8일 : 2개 이상 구·군에 걸쳐 있는 도로로 대교로를 고시[1]

## 주요 경유지
부산광역시
- 영도구 - 중구

## 노선
| 이름            | 접속 노선                                         | 소재지     | 소재지 | 비고 |
| --------------- | ------------------------------------------------- | ---------- | ------ | ---- |
| 봉래 교차로     | 부산광역시도 제63호선 (태종로) 번영길 대교로2번길 | 부산광역시 | 영도구 | 기점 |
| (부산대교 하부) | 절영로                                            | 부산광역시 | 영도구 |      |
| 부산대교        |                                                   | 부산광역시 | 영도구 |      |
| 중구            |                                                   | 부산광역시 |        |      |
| 연안부두삼거리  | 부산광역시도 제6301호선 (대청로)                  | 부산광역시 |        |      |
| 세관삼거리      | 부산광역시도 제71호선 (충장대로)                  | 부산광역시 | 종점   |      |

## 주요 건물 및 시설
- 부산항연안여객터미널 (부산광역시 중구 대교로 116)

## 같이 보기
- 부산대교